# Polaris (entreprise)
Pour les articles homonymes, voir Polaris.
Polaris Inc est un fabricant de motoneiges et de véhicules tout-terrain de type quad et de série Ranger, ainsi que de motos de marques Victory et Indian. Son siège social est situé à Medina au Minnesota. Il est un pionnier dans le domaine du transport, étant la première entreprise à avoir produit commercialement des motoneiges, et demeure l'un des quatre fabricants dans le domaine, un marché de 200 000 véhicules annuellement. Polaris est moins connu en Europe qu'en Amérique mais possède environ 25 % de la société KTM (Autriche). La société est cotée en bourse et a des ventes annuelles de près de deux milliards $US.

## Histoire
Plusieurs inventeurs ont travaillé depuis l'invention de l'automobile à l'adapter au transport sur neige. Edgar Hetteen et Allan Hetteen étaient partenaires dans la société Hetteen Hoist and Derrick Shop de la ville de Roseau (Minnesota), fabricant de matériel agricole, poulies et derrick. Ils s'associent avec David Johnson pour former la société Polaris en 1954 qui sera la première à produire en série une motoneige. Ils visent surtout le marché des chasseurs et la livraison du courrier en milieu rural avec ce produit mais continuent de produire de l'équipement agricole.
Le premier modèle se vend peu. Le second modèle, la Polaris Sno Traveler, sort des usines en 1956. C'est une machine basée sur l'autoneige avec un moteur à l'arrière mais pour deux passagers. C'est cependant la société de Joseph-Armand Bombardier qui deviendra le chef de file dans ce domaine avec le Ski-Doo en 1959.
En mars 1960, le directeur Edgar Hetteen dirigea une expédition de Bethel à Fairbanks en Alaska, un voyage de 1930 kilomètres, pour démontrer les capacités de sa motoneige. Cependant, deux des administrateurs de Polaris, autres que les trois fondateurs, considéraient que sa place était au conseil et non dans une telle expédition. Les tensions entre ceux-ci et Edgar Hetteen étaient telles qu'en juin 1960, il quitte Polaris et fonde un concurrent Polar Manufacturing de Thief River Falls, Minnesota, qui devient plus tard Arctic Enterprises et finalement Arctic Cat.
Allan Hetteen devint président après le départ de son frère. En 1963, le modèle Comet avec le moteur à l'avant est introduit. Il ne se vend pas et faillit mettre en faillite la société. Les modèles suivants sont cependant populaires et l'entreprise se remet de ses problèmes. En 1968, afin d'accroître les chances de Polaris, les propriétaires vendent à la société Textron, qui fabrique entre autres des charriots de golf, et qui promet de laisser l'usine à Roseau.
Durant années 1970, Polaris commandite l'équipe Midnight Blue de la série Sno Pro de courses de motoneiges. Elle amasse plusieurs succès et la couleur bleue devint celle de la société. L'expérience en compétition permet de tester et d'améliorer les produits. En 1976, par exemple, la série TX-L introduit le refroidissent du moteur par radiateur plutôt qu'à l'air. Cependant, les temps furent durs après le premier choc pétrolier de 1973 dans les ventes de motoneiges. Textron voit les ventes de sa division Polaris tomber et décide de vendre. C'est un groupe d'administrateurs de Polaris qui rachètent la société le 21 juillet 1981. En 1985, la société se lance dans la production de quads pour se diversifier.

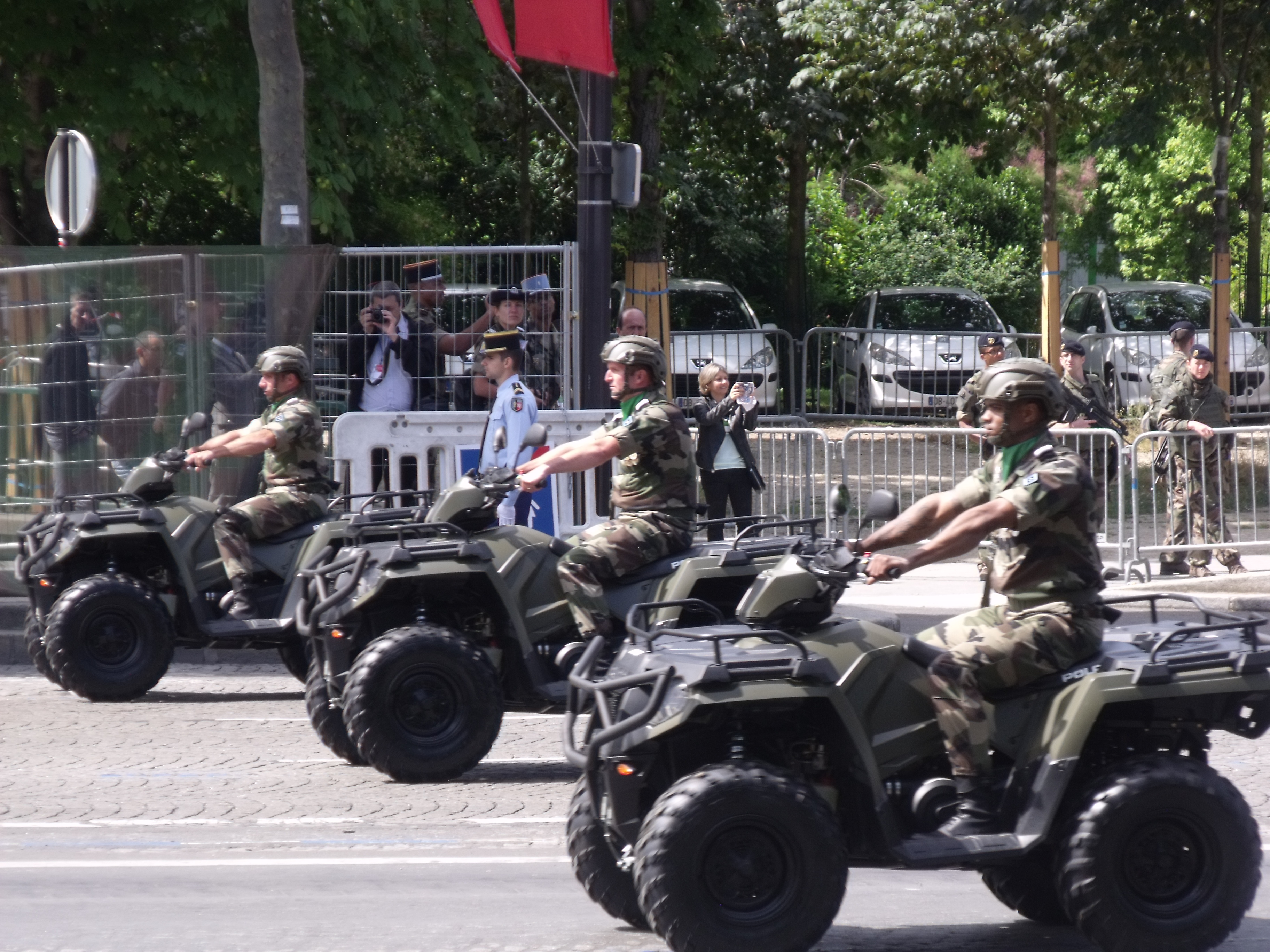
Quad Polaris du 2e régiment de hussards de l'Armée de terre française le 14 juillet 2016 à Paris.

Durant les années 1990, les affaires s'améliorent grandement et Polaris se lance dans la production de motomarines en 1991. Elle crée également une filiale pour manufacturer des motos, la société Victory, dont le premier exemplaire (modèle V92C) sort en 1997. C'est la première société de moto américaine à ouvrir en soixante ans. Du côté motoneiges, elle introduit la suspension indépendante à l'avant pour remplacer celle à lames de ressorts. En 1998, la série Ranger, un véhicule tout-terrain ressemblant à un chariot de golf, est introduit dans le marché des véhicules utilitaires.
En 2011, Polaris poursuit dans le petit véhicule utilitaire électrique, il rachète Global Electric Motorcars (GEM) en juin, suivi de Goupil Industrie, le numéro 1 européen du petit véhicule utilitaire électrique, en novembre. En avril 2011, la société rachète également la marque de moto Indian.
En avril 2013, Polaris rachète Aixam, leader français de la voiturette sans permis (à moteur thermique) basé en Savoie.
Polaris équipe en outre plusieurs forces armées. Il fournit des quads de 700 cm3 à l'Armée de terre française, dont certains exemplaires sont employés par les unités du COS pour des missions de reconnaissance et de soutien. Certains d'entre-eux, appartenant au 2e régiment de hussards, ont participé au défilé du 14 juillet 2016 sur les Champs-Élysées à Paris tel que vu sur l'image ci-contre,.

## Principaux actionnaires
Au 21 février 2020 :
| Actionnaire                                      | %    |
| ------------------------------------------------ | ---- |
| The Vanguard Group                               | 9,84 |
| Capital Research & Management                    | 8,52 |
| SSgA Funds Management                            | 7,93 |
| Plan épargne des salariés                        | 5,42 |
| LSV Asset Management                             | 5,37 |
| Wells Fargo Clearing Services                    | 4,67 |
| Manulife Investment Management                   | 4,60 |
| Capital Research & Management (Global Investors) | 3,76 |
| Tiger Global Management                          | 3,27 |
| BlackRock Fund Advisors                          | 3,14 |

## Polaris Government and Defense
Polaris Government and Defence (anciennement Polaris Defence) est une division de Polaris Industries fondée en 2005 et renommée en 2017. La division a été créée après des années de mise en œuvre réussie de véhicules hors-route de l'entreprise sur le théâtre militaire. La division produit une gamme de véhicules pour servir les États-Unis et les forces alliées. Les produits incluent les plateformes MRZR, MVRS, MV700, RZR-SW et DAGOR.

### MRZR

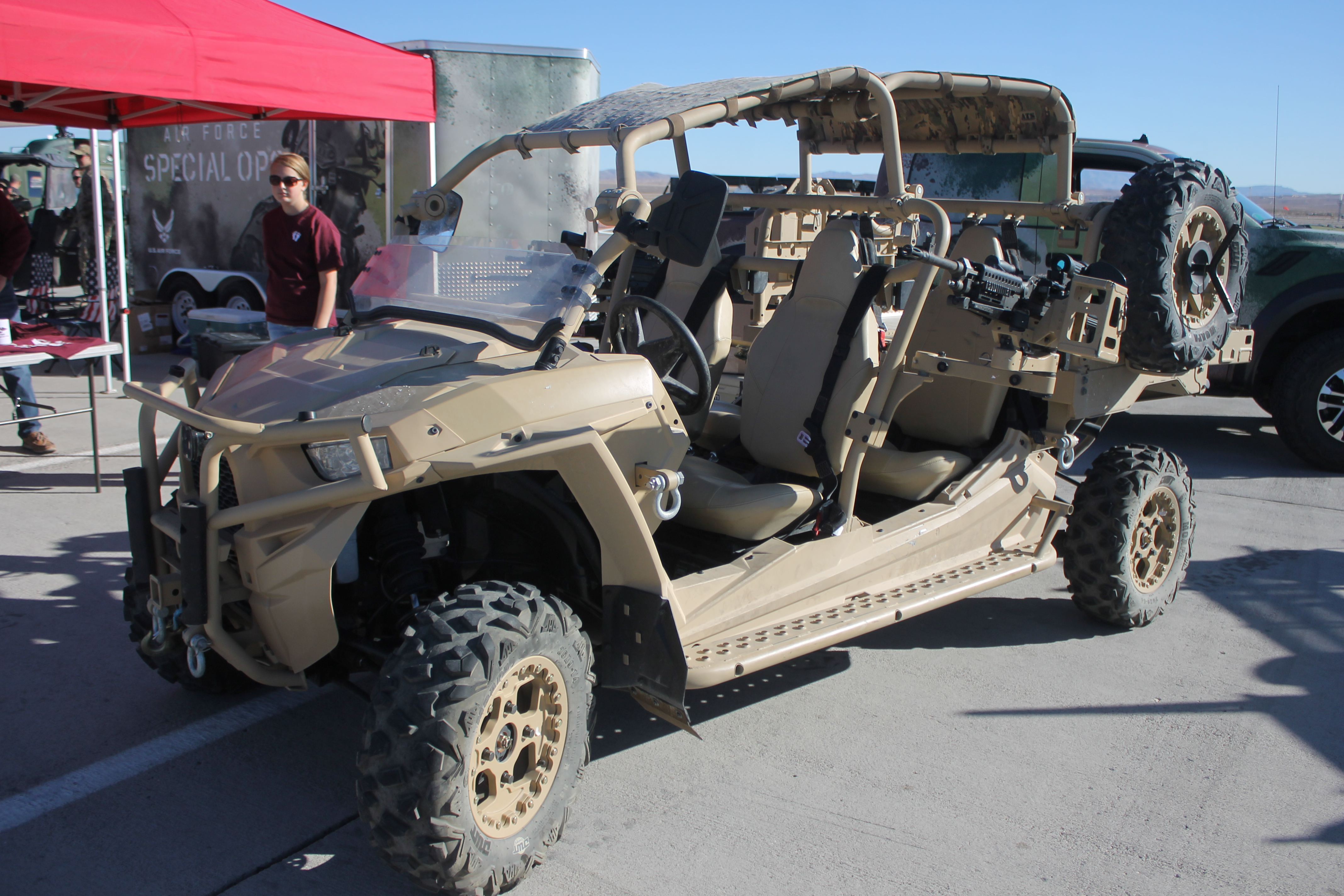
Polaris MRZR

Les MRZR-D sont des véhicules tout-terrain non blindés capables de transporter 1 500 livres (680 kg) de charge utile et pouvant être déployés sur de longues distances, de fournir un soutien logistique aux unités de combat au sol, en les aidant à voyager et à transporter des fournitures plus rapidement et plus facilement. En novembre 2016, le Corps des marines des États-Unis a signé un contrat de 6,5 millions de dollars avec Polaris pour une première livraison de 145 de ce VTT qui peuvent tenir à l'intérieur d'un MV-22 Osprey.

### DAGOR
DAGOR (Deployable Advanced Ground Off-road) est un véhicule de combat ultraléger conçu et construit par Polaris Defence pour répondre aux besoins de mobilité légère de l'infanterie légère et des forces d'opérations spéciales incorporant des composants commerciaux standards. Il fut développé sous contrat avec des éléments du Commandement des opérations spéciales des États-Unis (SOCOM), du Commandement des Forces d'opérations spéciales du Canada (COMFOSCAN) et des clients des Forces d'opérations spéciales internationales (SOF). La conception utilisant des composants commerciaux permet l'achat de pièces détachées dans le monde entier. Le véhicule est produit par Roush Industries, basé au Michigan, et livré depuis novembre 2014 au SOCOM, à l'Australian Special Air Service Regiment (SASR), aux Émirats arabes unis (EAU) et aux COMFOSCAN.
Le véhicule a 48 configurations d'armes différentes à l'aide de l'anneau d'armes et de plusieurs supports de pivot. Il est propulsé par un moteur turbo diesel/JP8 commercial léger, situé dans la partie avant. Le véhicule peut transporter une charge utile maximale de plus de 1 400 kg ou jusqu'à neuf fantassins à l'appui de missions expéditionnaires. Il offre une grande mobilité et des vitesses plus élevées sur des terrains accidentés. Le véhicule est certifié pour le largage et le transport aérien interne par l'hélicoptère lourd CH-47 Chinook et la charge de l'élingue sous les hélicoptères utilitaires UH-60 Black Hawk. Le véhicule prend en charge la méthode LVAD (Low Velocity Air Drop).